# Elaver carlota
Elaver carlota là một loài nhện trong họ Clubionidae.
Loài này thuộc chi Elaver. Elaver carlota được Elizabeth Bangs Bryant miêu tả năm 1940.